# Talinolol
Talinolol (łac. talinololum) – wielofunkcyjny organiczny związek chemiczny, lek stosowany w leczeniu nadciśnienia tętniczego, choroby niedokrwiennej serca oraz zaburzeń rytmu serca, o działaniu blokującym selektywnie receptory adrenergiczne β1. Jest związkiem chiralnym, produkt farmaceutyczny jest mieszaniną racemiczną obu enancjomerów.

## Mechanizm działania
Talinolol jest lekiem β-adrenolitycznym o działaniu na receptory adrenergiczne β1 bez wewnętrznej aktywności sympatykomimetycznej.

## Zastosowanie
- nadciśnienie tętnicze[4]
- choroba niedokrwienna serca[4]
- zaburzenia rytmu serca[4]

W 2016 roku talinolol nie był dopuszczony do obrotu w Polsce.

## Działania niepożądane
Talinolol może powodować następujące działania niepożądane, występujące ≥1/1000 (bardzo często, często i niezbyt często):
- zmęczenie
- zawroty głowy
- ból głowy
- somnolencja
- bezsenność
- dezorientacja
- nadmierna nerwowość
- nadmierna potliwość
- koszmary senne
- halucynacje
- uczucie zimna w kończynach
- parestezje
- zaparcie
- nudności
- biegunka
- wymioty
- kserostomia
- podwyższone ciśnienie krwi
- bradykardia
- omdlenie
- kołatanie serca
- zaburzenia automatyzmu i przewodzenia
- zastoinowa niewydolność serca
- nadwrażliwość skórna
- wypadanie włosów
- zapalenie spojówek
- nasilenie objawów zespołu suchego oka u osób noszących soczewki kontaktowe